# 大谷啓
大谷 啓（おおたに けい、1970年12月2日 - ）は、日本の政治家。元衆議院議員（1期）。自由党大阪府連幹事長。

## 略歴
兵庫県神戸市生まれ。1989年に灘高等学校を卒業後、東京大学法学部に進学し、1994年に卒業した。同年住友商事に入社。2003年小沢一郎政治塾2期生を修了した。2009年の第45回衆議院議員総選挙に大阪15区から出馬し、竹本直一を15755票差で破り初当選した。
2012年の消費増税をめぐる政局では、野田内閣による消費増税法案の閣議決定に抗議して政調会長補佐の辞表を提出し、4月23日の党役員会で受理された。6月26日の衆議院本会議で行われた消費増税法案の採決では、党の賛成方針に反して反対票を投じた。7月2日には山岡賢次らを介して離党届が提出された。民主党は7月3日の常任幹事会で離党届を受理せず除籍処分とする方針を決定し、7月9日の常任幹事会で正式決定した。
同年7月11日、国民の生活が第一結党に参加した。
同年12月16日の第46回衆議院議員総選挙に日本未来の党公認で大阪15区から出馬するも得票数を1/6に減らし得票率9.7％の3位で落選。落選後は、大阪の北新地で焼肉店を開店しながら、生活の党の党員として政治活動を続けている。生活の党が自由党へと改組した後の2018年3月には同党の大阪府連幹事長に就いた。